# Amir John Haddad
Amir John Haddad (nacido en 1975 en Friburgo de Brisgovia, Alemania, de madre colombiana y padre palestino) es un guitarrista flamenco y multinstrumentista hispanoalemán, afincado en España desde 1997. Durante diez años, ha formado parte del grupo Radio Tarifa, como tañedor de laúd, buzuki y guitarra y como miembro de ese conjunto ha tomado parte en la candidatura al Mejor Álbum de Folk en los Latin Grammy Awards del 2004. 

## Experiencia
Amir John Haddad nació en Freiburg en 1975. Empezó a estudiar el laúd en casa acompañado por su padre, el palestino Rimon Haddad. A los 8 años, Amir cogió una guitarra flamenca por primera vez y a los 12 dio su primer concierto. En 1997, con 22 años se trasladó a Jerez de la Frontera, una de las cunas del flamenco, para mejorar su 
técnica con los maestros de ahí y un año más tarde se mudó a Madrid. En Madrid tocaba regularmente en tablaos flamencos como Las Carboneras, Café de Chinitas, Corral de 
la Pacheca o Casa Patas. Amir ha girado y actuado por todo el mundo en salas como el  Royal Festival Hall, Barbican Centre y Royal Albert Hall de 
Londres, el HotHouse jazz club de Chicago, Town Hall en Nueva York, Luna Park de Los Ángeles, el Teatro Bellini en Palermo, o el Palau de la música y Teatro Tivoli de Barcelona. Durante diez años fue el laúdista, buzuki y guitarrista oficial del grupo Radio Tarifa, recibiendo la nominación de Mejor Álbum Folk en los Latin Grammy Awards 2004.
Amir John Haddad ha tocado en numerosos festivales incluyendo  Festival de la Guitarra de Córdoba, MIDEA Festival de Tenerife y el Festival Murcia Tres Culturas. En 1999 recibió el primer premio por composición original en el Certamen Nacional de Coreografía para Danza Española y Flamenco.

## Estilo y composiciones
Como concertista de flamenco Amir destaca por sus ricos y abundantes timbres de acordes, con una clara influencia morisca y árabe. Utiliza con frecuencia sofisticados acordes de jazz y sonoridades extendidas e innovadoras para acordes mayores y menores. A menudo crea un ambiente morisco misterioso y atmosférico para sus composiciones a través de una rica complejidad de los principales acordes de séptima menor y de los acordes aumentados. Adicionalmente, a menudo utiliza slash chords, agarrando la cuerda de bajos. Sus picados suelen ser ejecutados con limpieza y de sonido nítido, y sus rasgueados son dinámicos y caen en cascada. Es un guitarrista hábil también en música rock, tocando la guitarra eléctrica y heavy metal, abarcando una amplia gama de estilos.
En marzo de 2013, en colaboración con Thomas Vogt y Héctor Tellini, Amir John Haddad publicó el álbum "9 Guitarras" - una obra basada en el flamenco puro con un sabor árabe y oriental. El álbum recibe su nombre de las nueve guitarras flamencas, utilizando una diferente en cada tema, cedidas por el distribuidor de guitarras flamencas Mundo Flamenco. Sus composiciones más conocidas son Suena el viento (Rumba), Punta y tacón (Alegría), Recuerdos (Farruca) o Dos Palomas Vuelan (Balada), todas presentes en el álbum.